# Mordellistena mullahyi
Mordellistena mullahyi är en skalbaggsart som beskrevs av Khalaf 1971. Mordellistena mullahyi ingår i släktet Mordellistena och familjen tornbaggar. Inga underarter finns listade i Catalogue of Life.